# Южно-рудный трест
Южно-рудный трест (ЮРТ) — бывшее объединение государственных предприятий в горнорудной промышленности.

## История
В декабре 1921 года началась подготовка к созданию треста. По плану правительственной спецкомиссии предполагалась концентрация рудных предприятий юга: 61 рудника Кривого Рога, 8 рудников Никополь-Марганцевского района и буроугольного рудника «Свобода»; каменоломен асбестового сланца и огнеупорных кварцитов при станции Шмаково, возле села Андреевка (завод Хрусталёва) и станции Моисеевка; заводов Веселовского, «Пневматик» и Гданцевского.
9 июня 1922 года утверждено положение о тресте. 19 июня 1922 года Высший совет народного хозяйства принял состав правления ЮРТа. 1 июля 1922 года трест начал работу. Правление располагалось в Харькове и работало под руководством президиума ВСНХ. 4 июля 1922 года приказом № 1 по ЮРТу была утверждена структура аппарата правления.
Были организованы контора в Екатеринославе, агентства (уполномоченные) в Москве, Киеве, Чернигове, Николаеве и Одессе. В 1922 году Черниговское областное агентство ликвидировано.
В апреле 1923 года предприятиями треста добыт 1 миллион пудов руды, в мае — 1,5 миллиона.
17 мая 1924 года Президиумом ВСНХ УССР утверждён устав треста.
До 1924 года в составе треста были Криворожское и Никопольское рудоуправление. 1 мая 1924 года управление Криворожского железорудного района было расформировано и созданы Артёмовское, Либкнехтовское, Октябрьское, Колачевское рудоуправления и управления рудников Центрально-Ингулецкой группы, подчинявшиеся непосредственно правлению.
В 1925 году в ведении ЮРТа находились конторы в Москве, Николаеве и Екатеринославе.
В 1926 году тресту принадлежали Никополь-Марганцевское, имени Артёма, имени Либкнехта, имени Шварца, имени Ленина, имени Дзержинского, «Ингулец», Лихмановское и Октябрьское рудоуправления.
В 1927—1928 годах наряду с рудоуправлениями действовало 5 контор в Берлине, Николаеве, Шепетовке, Москве и Днепропетровске.
В апреле 1930 года за недооценку перспектив дальнейшего развития Кривбасса (теория затухания) руководство треста подверглось острой критике в газетах «Правда» и «Красный горняк» в результате чего было сменено.
Ликвидирован 1 января 1931 года, на его смену пришёл трест «Руда».

## Характеристика
Директором был Матрозов И. И., главным инженером — Мухин В. Г. В 1923—1924 годах управляющим был Сиволап, Поликарп Филиппович, в 1927—1931 годах — Подзоров, Кузьма Михайлович.